# Pseudococcus araucariarum
Pseudococcus araucariarum är en insektsart som beskrevs av Williams 1985. Pseudococcus araucariarum ingår i släktet Pseudococcus och familjen ullsköldlöss. Inga underarter finns listade i Catalogue of Life.